# Jacques de Tourreil
Jacques de Tourreil, né à Toulouse le 18 novembre 1656 et mort à Paris le 11 octobre 1714, est un jurisconsulte et homme de lettres français.

## Biographie
Jacques de Tourreil est le fils de Jean de Tourreil, procureur général du parlement de Toulouse et de Jeanne de Fieubet, sœur de Gaspard de Fieubet, premier président de ce même parlement.
Auteur de traductions de Démosthène et d'essais de jurisprudence, il est élu membre de l’Académie royale des inscriptions et médailles en 1691, de l'Académie française en 1692 et de l'Académie des Jeux floraux en 1694. En tant qu'orateur ayant participé à la première édition du Dictionnaire de l'Académie française, il est chargé d'en faire la présentation à la cour, ce qu'il accomplit le 24 août 1694 en prononçant pas moins de trente discours. À la délégation des académiciens, Louis XIV répond : « Messieurs, voici un ouvrage attendu depuis longtemps. Puisque tant d'habiles gens y ont travaillé, je ne doute pas qu'il soit très beau et très utile pour la langue. »

## Publications
- Les Œuvres de Jacques de Tourreil ont été réunies et publiées en deux volumes par Guillaume Massieu en 1721 : tome 1, tome 2
- Essais de jurisprudence, chez la veuve de Jean-Baptiste Coignard, Paris, 1694 (lire en ligne)